# 西貢動植物園

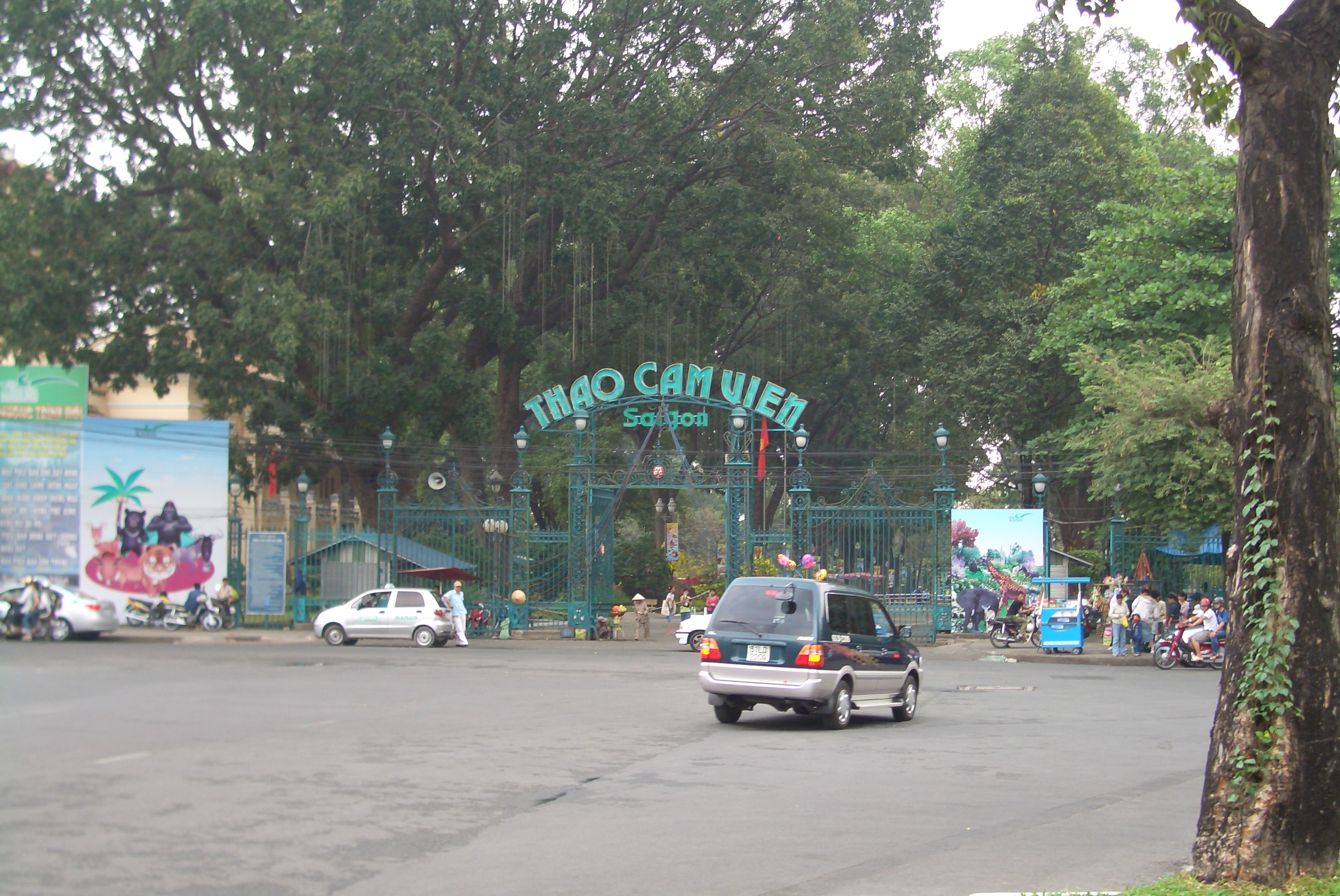
動植物園正門

西貢動植物園（越南语：／），簡稱“Thảo Cầm Viên”（草禽園），亦稱“Vườn Bách Thảo”（百草園），俗稱“Sở thú”（所獸），位於越南胡志明市（西貢）第一郡𤅶犧坊阮秉謙街2B，是全世界歷史第8悠久的動植物園。

## 外部連結
- 官方主頁 （页面存档备份，存于）

10°47′17″N 106°42′17″E / 10.78806°N 106.70472°E